# Исправительная колония
Исправи́тельная коло́ния — вид исправительных учреждений для содержания совершеннолетних граждан, осуждённых к лишению свободы. Был распространён в СССР, а ныне — в некоторых постсоветских странах.

## История
11 июля 1929 года постановлением Совета народных комиссаров СССР «Об использовании труда уголовно-заключённых» создавались две параллельные структуры мест лишения свободы: в ведении ОГПУ СССР и в ведении республиканских НКВД. Основу первой структуры составляли исправительно-трудовые лагеря (ИТЛ) для осуждённых к лишению свободы на срок свыше трёх лет, а вторая структура включала места лишения свободы для лиц, осуждённых на срок до трёх лет, для содержания которых следовало организовать сельскохозяйственные и промышленные колонии.
В 1934 году эти исправительно-трудовые колонии (ИТК) перешли в ведение Главного управления лагерей, трудовых поселений и мест заключения НКВД СССР.
Согласно постановлению ЦК КПСС и СМ СССР № 1443-719с от 25 октября 1956 года все ИТЛ Министерства внутренних дел СССР должны были быть переданы в подчинение министерств внутренних дел союзных республик и впоследствии реорганизованы в ИТК. Основы уголовного законодательства Союза ССР и союзных республик 1958 года предусматривали ИТК общего, усиленного, строгого и особого режимов, а также колонии-поселения.

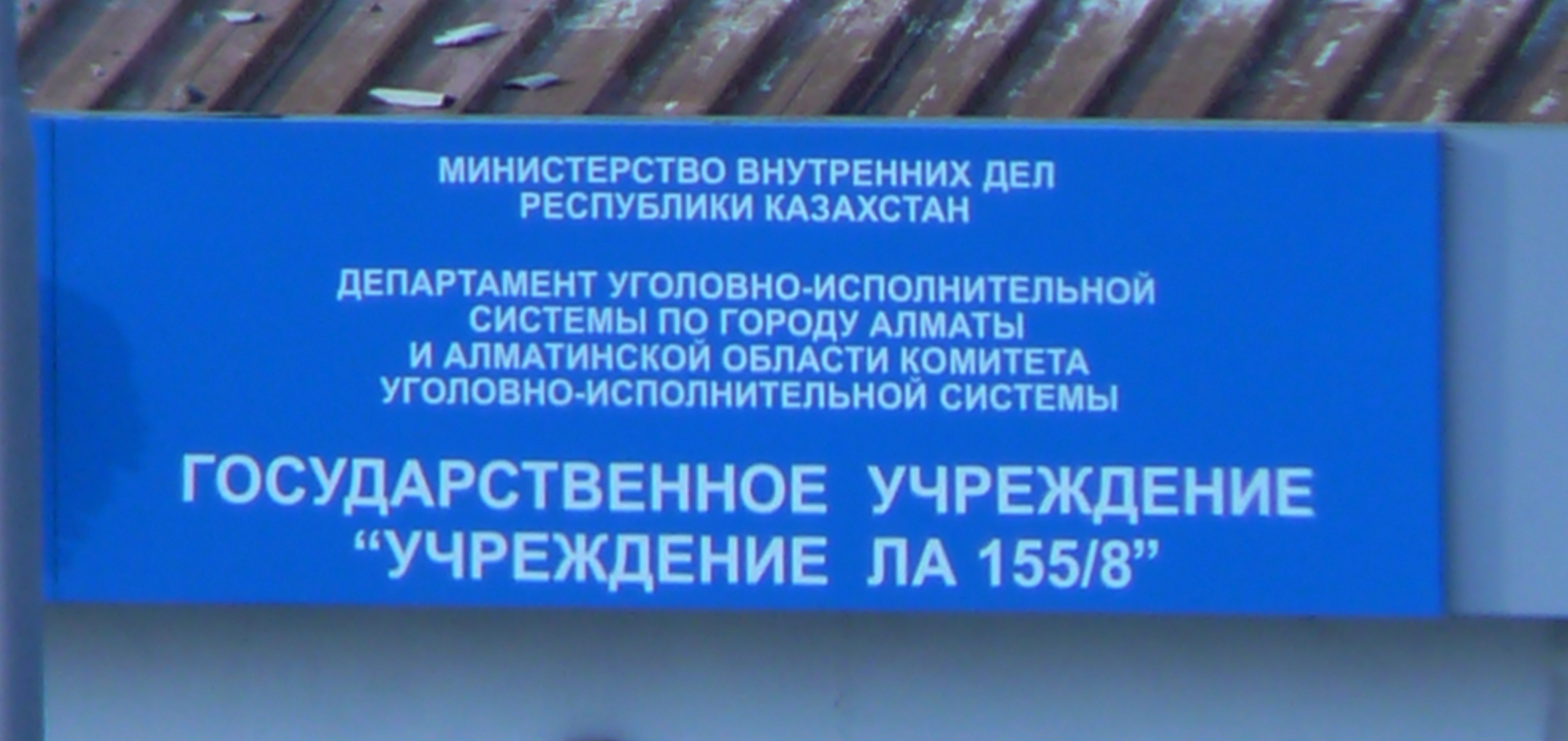
Вывеска на административном здании исправительной колонии.
Казахстан. Алматинская область. Илийский район, посёлок Заречное. Декабрь 2011 года

С 1 января 1997 года ИТК в России были переименованы в исправительные колонии (ИК).

## Виды и режим содержания
В России в зависимости от условий содержания заключённых в исправительных колониях они подразделяются на колонии общего, строгого, особого режима и колонии-поселения.
Вид исправительной колонии, в которой осуждённому надлежит отбывать наказание, определяется судом.
1. В колониях-поселениях содержатся осуждённые, впервые приговорённые к лишению свободы за неосторожные преступления, за умышленные преступления небольшой и средней тяжести, а также положительно характеризующиеся осуждённые, переведённые с их согласия из колонии общего и строгого режимов. Эти три категории осуждённых содержатся в разных колониях-поселениях.
2. В колониях общего режима содержатся впервые осуждённые, приговорённые к лишению свободы за совершение тяжких преступлений, а также неосторожных преступлений и умышленных преступлении небольшой или средней тяжести, если суд не сочтёт возможным направить их в колонию-поселение.
3. В колониях строгого режима содержатся осуждённые мужчины, впервые приговорённые к лишению свободы за совершение особо тяжких преступлений; осуждённые при рецидиве преступлений и опасном рецидиве преступлений, если они ранее отбывали наказание в виде лишения свободы. Ранее в данных исправительных учреждениях отбывали наказания осуждённые женщины при особо опасном рецидиве.
4. В колониях особого режима содержатся осуждённые мужчины при особо опасном рецидиве преступления; осуждённые к пожизненному лишению свободы, а также осуждённые, которым смертная казнь в порядке помилования заменена лишением свободы на определённый срок или пожизненным лишением свободы[5][6].

Женщины содержатся в отдельных от мужчин исправительных колониях.

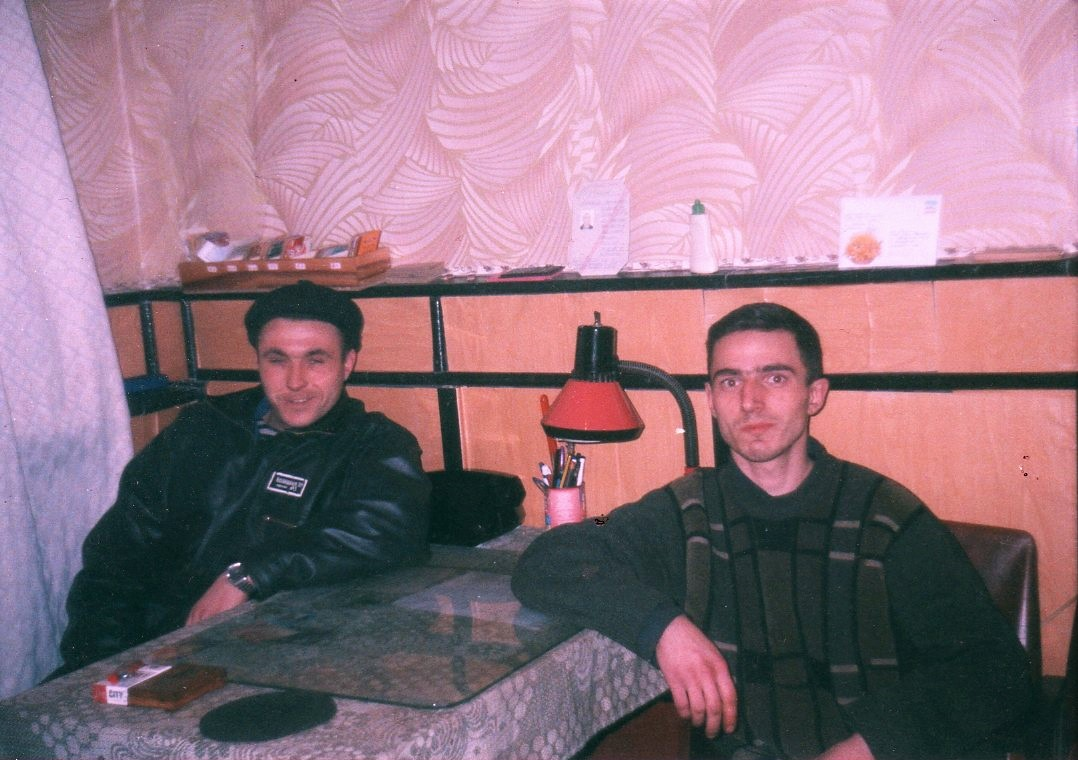
Заключённые колонии строгого режима

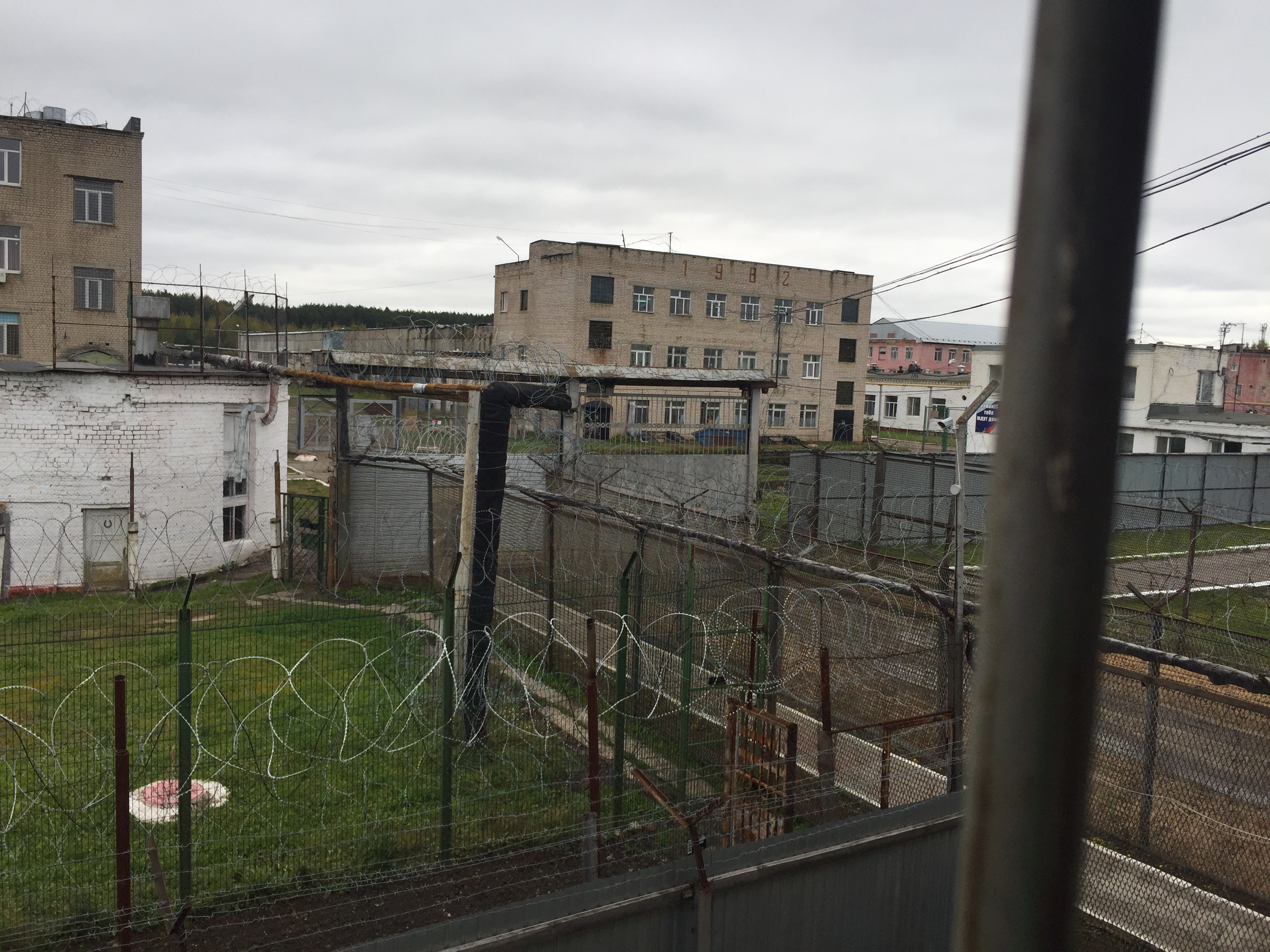
Вид на исправительную колонию строгого режима ФКУ ИК-5. г. Кохма, Ивановская область

В исправительных колониях общего, строгого и особого режима установлено три вида условий отбывания наказания: обычные, облегчённые и строгие. Осуждённые, поступающие в колонию общего режима после вступления приговора в законную силу, направляются в обычные условия отбывания наказания. В эти же условия могут быть переведены осуждённые, отбывавшие наказание в облегчённых условиях, если они признаны злостными нарушителями установленного порядка отбывания наказания. Вместе с тем, в обычные условия могут быть переведены осуждённые, находившиеся в строгих условиях, при отсутствии взысканий и добросовестном отношении к труду в течение определённого срока.
Если же осуждённый характеризуется отрицательно и признаётся злостным нарушителем установленного порядка отбывания наказания, то он переводится в строгие условия отбывания наказания. В исправительных колониях особого режима в строгие условия отбывания наказания осуждённые за умышленные преступления, совершённые в период отбывания лишения свободы, и осуждённые за совершение тяжких и особо тяжких преступлений помещаются сразу по прибытии.
В облегчённых условиях в исправительных колониях общего и строгого режима отбывают наказание осуждённые, переведённые туда из обычных условий, если они не имели нарушений установленного порядка отбывания наказания и добросовестно относились к труду в течение определённого срока.

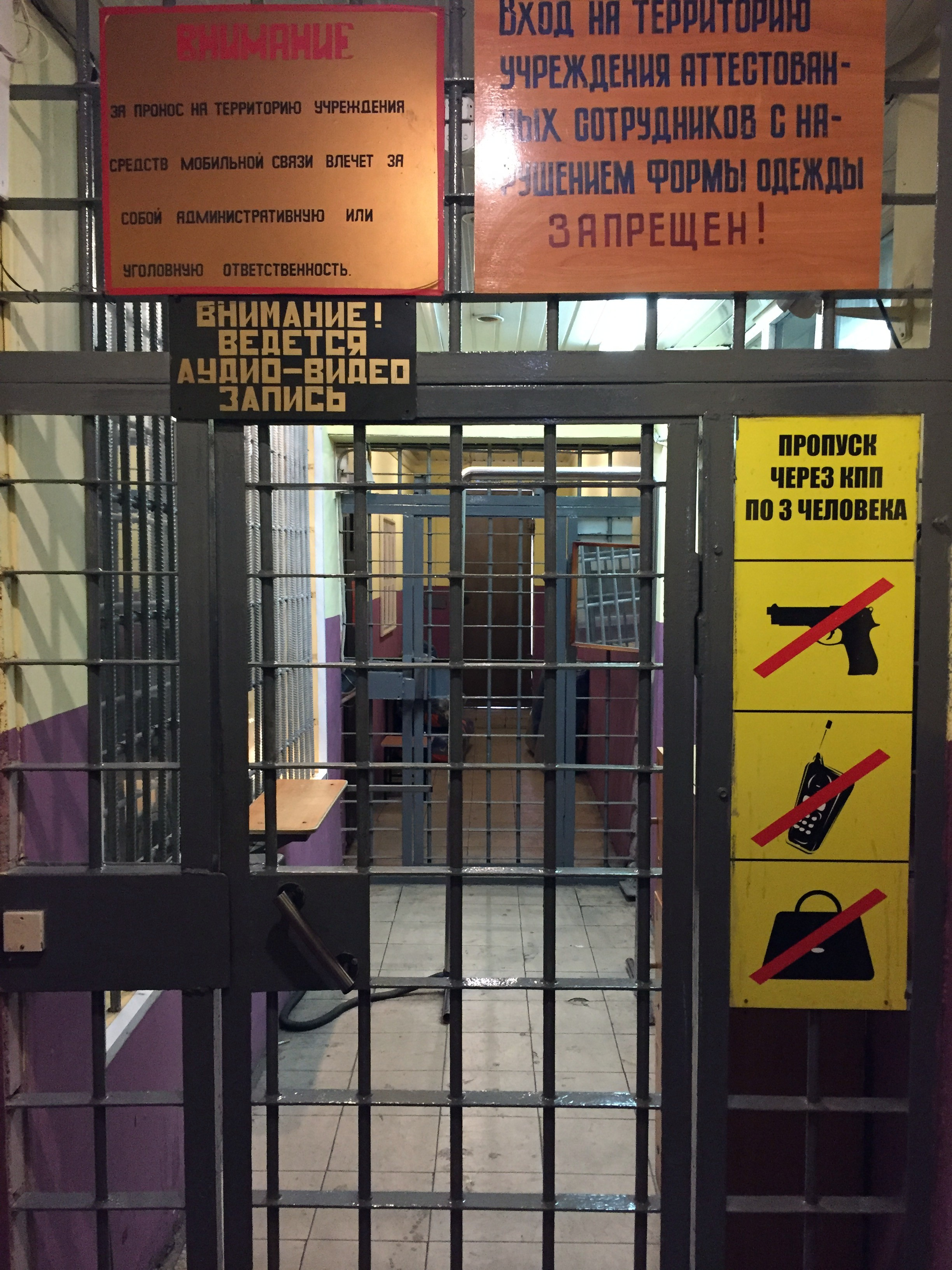
КПП (контрольно-пропускной пункт) в исправительной колонии

В обычных и в облегчённых условиях осуждённые проживают в общежитиях, в строгих — в запираемых помещениях и при этом имеют право на ежедневную прогулку продолжительностью полтора часа, если не работают на открытом воздухе.
Размер средств, имеющихся на лицевых счетах осуждённых, которые осуждённые могут расходовать для приобретения пищевых продуктов и предметов первой необходимости, кроме заработанных во время отбывания наказания и полученных в качестве пенсий и социальных пособий, количество свиданий с близкими, посылок и бандеролей, которые они имеют право получать, телефонных звонков, на которые они имеют право, также зависят от вида колонии и условий содержания.

## Описание

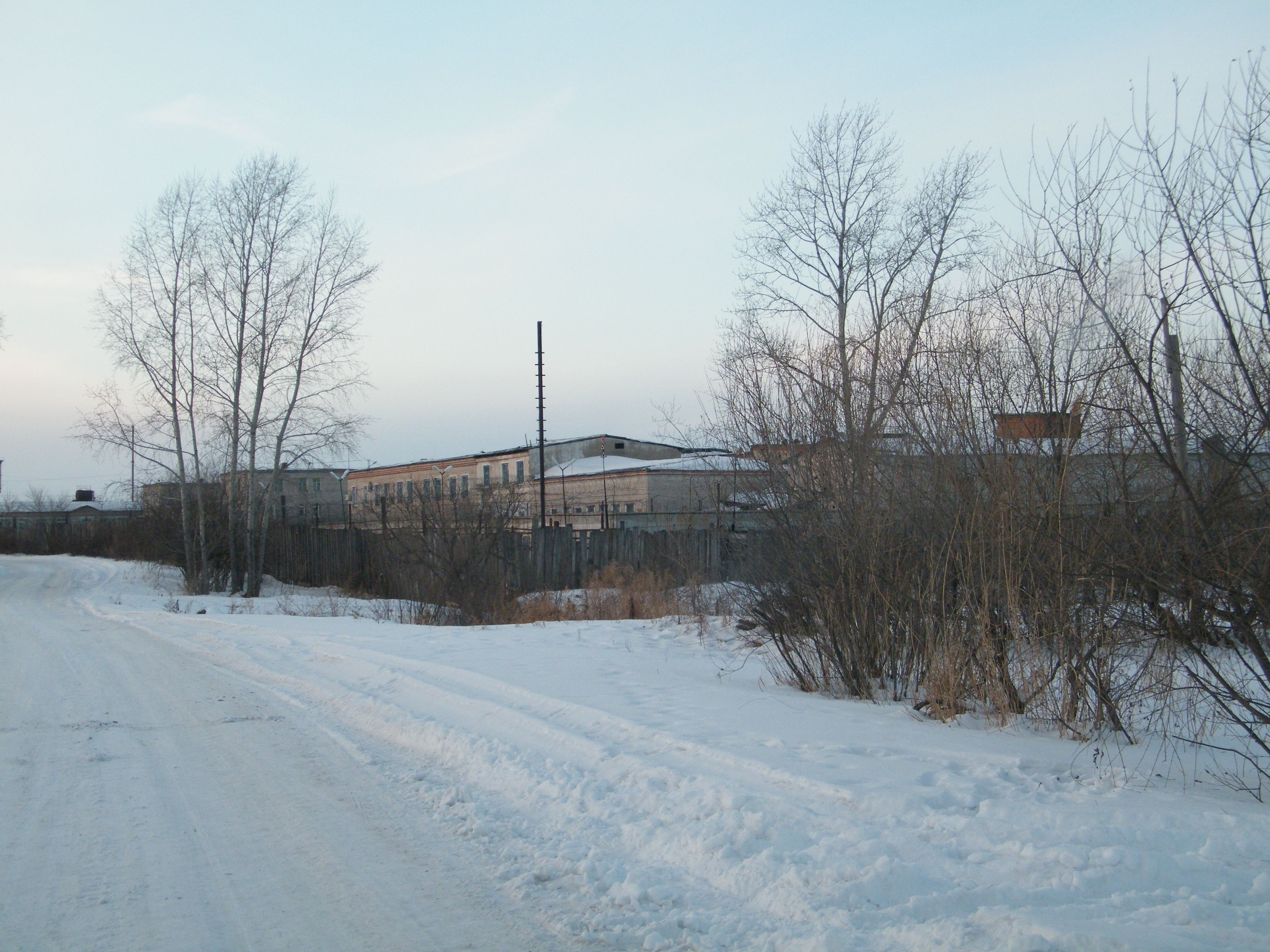
Село Заозёрное, Хабаровский край. Женская исправительная колония (ИК-12).

Колония разделена на промышленную зону, где расположены производственные помещения, и жилую зону (поэтому на уголовном жаргоне колонии называют «зонами»). Жилая зона разбита, в свою очередь, на ряд «локальных участков», где расположены общежития для заключённых. Кроме того, на территории жилой зоны обычно имеется столовая, клуб, библиотека, школа, амбулатория (медчасть), иногда небольшой стационар (на 10-30 человек), баня, штаб, в котором расположены помещения для административных работников. Часто есть церковь или место для молитв. В колонии обычно есть комнаты для краткосрочных (от 2 до 4 часов) и длительных (от 1 до 3 суток) свиданий.
Заключённые колоний особого и строгого режимов содержатся в запираемых камерах (на 20-50 человек), а общего режима — в общежитиях (заключённые называют их «бараками»). Спальные комнаты в общежитиях рассчитаны на 20-150 человек, койки расположены в два или три яруса. Установленная законом норма жилой площади — 2 м² на одного человека.
Осуждённые к пожизненному заключению содержатся в камерах по два человека. По желанию осуждённого и при наличии свободной камеры осуждённый к пожизненному заключению может содержаться в одиночной камере.
Кроме спальных комнат, в общежитии на каждые 150—200 человек («отряд») предусмотрены: комната для хранения личных вещей; раздевалка для верхней одежды, комната для приёма пищи, «красный уголок» (прежнее название — «ленинская комната»), где обычно проводятся культурно-массовые мероприятия и имеются столы, полки для книг, радиодинамик, телевизор. В колониях всех режимов, кроме особого, перед общежитием имеется небольшая огражденная забором площадка для прогулок («локальная зона»), рассчитанная на 200—600 человек. В дневное, свободное от работы и мероприятий время, заключённые имеют право выходить из общежития в «локальную зону». По остальной территории колонии заключённые могут передвигаться только строем с разрешения администрации.
В колонии имеются также помещения для дисциплинарных наказаний: штрафной изолятор (ШИЗО), где наказанные могут содержаться до 15 суток и помещение камерного типа (ПКТ) со сроком содержания до шести месяцев.
Количество заключённых в одной колонии составляет от 500 до 3000 человек (чаще — в пределах 1500—2000 человек).